# Buzogány Dezső
Buzogány Dezső (Szederjes, Maros megye, 1957 –) egyháztörténész, a kolozsvári Babes Bolyai Tudományegyetem professzora.

## Életpályája
Elemi és középfokú iskoláit szülőfalujában és Segesváron végezte. 1981-ben fejezte be teológiai tanulmányait a Kolozsvári Protestáns Teológiai Intézetben. Tíz év lelkészi szolgálat után (Nyárádselye, Ádámos), 1990 őszétől oktatja az erdélyi protestáns egyháztörténetet és latin nyelvet a Kolozsvári Protestáns Teológián.
Doktori fokozatot 1992-ben nyert Budapesten egyetemes egyháztörténetből (Melanchthon úrvacsoratanának történeti fejlődése). Az 1992–93. egyetemi évben doktorátus utáni kutatóprogramon vett részt az Egyesült Államokban. 1992–2000 között az erdélyi IKE elnöke. 2001-től, a Teológiai Intézettel párhuzamosan, a Babeș–Bolyai Tudományegyetem Református Tanárképző karán is tanít, docensi minőségben, majd 2003-tól doktorvezetési jogú professzor. 2004-től a hazai Oktatásügyi Minisztérium több bizottságának állandó tagja (a Felsőoktatás Minőségét Biztosító Bizottság, a Doktori Iskolák Minőségét Ellenőrző Bizottság, a külföldi doktori okleveleket honosító és doktoráltatási jogot odaítélő bizottság, EU-s pályázatokat elbíráló szakértői testület). 2005-ben Seoulban vendégtanár, 2006 nyarán Oxfordba hívták doktori bizottság külsős tagjaként. Előadásokat tartott az Amerikai Egyesült Államokban, Dél-Koreában, Hollandiában, Magyarországon, Németországban, Svédországban, Svájcban.
Az újjáalakult Erdélyi Múzeum-Egyesület alapító tagja, a Kolozsvári Akadémiai Bizottság teológia és egyháztörténet szakosztályának elnöke, a National Geographic Társaság tiszteletbeli tagja. Az Ifjú Erdély folyóirat újraindítója és szerkesztője, 1998-tól a washingtoni székhellyel megjelenő Christian Observer szerkesztője, 2000-től a Református Szemle felelős szerkesztője. Több magyarországi folyóirat szerkesztőségi tagja. Elindított és szerkeszt három sorozatot, amelyekben egy évtized alatt csaknem 30 kötet látott napvilágot: Erdélyi Református Egyháztörténeti Füzetek – EREF (feldolgozó szakirodalom) és Erdélyi Református Egyháztörténeti Adatok – EREA (forráskiadvány), Fontes Rerum Ecclesiasticarum in Transylvania – FoRET (forráskiadvány).

## Munkássága
Több hazai és külföldi kutatási projekt irányítója, létrehozta a Pokoly Józsefről elnevezett egyháztörténeti kutatási intézetet.
Fontosabb írásai:
- Melanchton úrvacsoratana levelei alapján; Lux–Református Zsinati Iroda Doktorok Kollégiumának Főtitkári Hivatala, Debrecen–Bp., 1999 (Nemzetközi theologiai könyv)
- Harc a tiszta evangéliumért. Egyetemi jegyzet. Kolozsvár 1999 és 2006;
- Az erdélyi IKE története. Kolozsvár 2000; Somogyi Ambrus históriája. Budapest/Gödöllő 2007;
- Erdélyi református zsinatok iratai. III–IV. Köt. Kiadják: Buzogány Dezső, Dáné Veronka, Kolumbán Vilmos, Sipos Gábor. Kolozsvár 2001;
- A hunyad-zarándi református egyházközségek történeti katasztere. I–III. Köt. Buzogány Dezső és Ősz Sándor Előd. Kolozsvár 2002–2007.
- Alma mater. Az Erdélyi Református Egyházkerület kollégiumainak élete a két világháború között; szerk. Buzogány Dezső, Ősz Sándor Előd; Erdélyi Református Egyházkerület, Kolozsvár, 2006 (Erdélyi református egyháztörténeti füzetek)
- A Hunyad-Zarándi Református Egyházmegye parciális zsinatainak végzései. 1686-1718, 1810-1815; összeáll., sajtó alá rend., bev., jegyz. Buzogány Dezső, Ősz Sándor Előd; Erdélyi Református Egyházkerület, Kolozsvár, 2007 (Erdélyi református egyháztörténeti adatok)
- Az úrvacsora tana Philipp Melanchthon teológiájában: különös utalással személyes levelezésére; ford. Giorgiov Adrián; előszó Negruţ Paul; Risoprint–Emanuel Egyetemi, Cluj-Napoca–Oradea, 2007
- A történelmi Küküllői Református Egyházmegye egyházközségeinek történeti katasztere; összeáll., sajtó alá rend., bev., jegyz. Buzogány Dezső, Ősz Sándor Előd, Tóth Levente, kieg. Horváth Iringó, Kovács Mária Márta, Sipos Dávid; Koinónia, Kolozsvár, 2008- (Fontes rerum ecclesiasticarum in Transylvania)
- A Küküllői Református Egyházmegye parciális zsinatainak végzései; összeáll., sajtó alá rend., bev., jegyz. Buzogány Dezső, Ősz Sándor Előd, Tóth Levente; Erdélyi Református Egyházkerület, Kolozsvár, 2008 (Erdélyi református egyháztörténeti adatok)
- Melanchton's doctrine on the Holy Communion; Full Bible Publications, Clover, 2008
- Buzogány Dezső–Jánosi Csongor: A református egyház Romániában a kommunista rendszer első felében. Tanulmányok és dokumentumok; L'Harmattan, Bp., 2011
- Somogyi Ambrus: História Magyar- és Erdélyország dolgairól az 1490-es évtől 1606-ig, 1-2.; ford. Buzogány Dezső, Szebelédi Zsolt, Szabó György, jegyz. Buzogány Dezső, Tóth Levente, Kalotai Noémi, utószó Szebelédi Zsolt; Attraktor, Máriabesnyő, 2013 (Scriptores rerum Hungaricarum)
- Kálvin János: Institutio Christianae religionis, 1-2.; ford., jegyz. Buzogány Dezső, szerk. Bogárdi Szabó István; Kálvin, Bp., 2014
- Kálvin János: Az első Korinthusi levél magyarázata; ford. Buzogány Dezső; Kálvin, Bp., 2015 (Református egyházi könyvtár)
- KÁLVIN ÁLLAM- ÉS TÁRSADALOMSZEMLÉLETE, Magyar Tudomány, 2010. február 2.

Több, mint 50 cikke és tanulmánya külföldi, belföldi folyóiratokban és gyűjteményes kötetekben jelent meg.

## Díjak, elismerések
2010 novemberében Kálvin János Institutiójának fordítóját 'Aranygyűrűs teológia doktor' címmel tüntették ki. Laudációt Kádár Zsolt, a Magyarországi Református Egyház legfőbb tudományos testülete, a Doktorok Kollégiumának főtitkára mondott.